# Banisia inoptata
Banisia inoptata är en fjärilsart som beskrevs av Paul E. Whalley 1971. Banisia inoptata ingår i släktet Banisia och familjen Thyrididae. Inga underarter finns listade i Catalogue of Life.